# Sabanagrande
Sabanagrande là một khu tự quản thuộc tỉnh Atlántico, Colombia. Thủ phủ của khu tự quản Sabanagrande đóng tại Sabanagrande Khu tự quản Sabanagrande có diện tích 43 ki lô mét vuông. Đến thời điểm ngày 28 tháng 5 năm 2005, khu tự quản Sabanagrande có dân số 17027 người.